# Hubert Keller
Pour les articles homonymes, voir Keller.
Hubert Keller (né en 1954) est un chef cuisinier français, originaire des États-Unis, restaurateur de cuisine française et cuisine californienne, et auteur de livres de cuisine.

## Biographie
Hubert Keller naît à Ribeauvillé en Alsace, ou il passe son enfance, et est initié très jeune à la pâtisserie par son père dans la pâtisserie familiale de ses parents. Diplômé du lycée hôtelier de Strasbourg, il commence sa carrière grâce à son ami de lycée   Marc Haeberlin, comme chef pâtissier à L'auberge de L'Ill de Illhaeusern de Marc et Paul Haeberlin, puis dans divers prestigieux restaurants dont, Gaston Lenôtre, Paul Bocuse, Le Moulin de Mougins de Roger Vergé près de Cannes, à La Cuisine du Soleil à São Paulo au Brésil du chef Roger Vergé...
En 1982, il s’expatrie à San Francisco en Californie dans le restaurant Sutter 500 du chef Roger Vergé, avant de fonder en 1986 dans la même ville, son premier restaurant Fleur de lys, ou il conjugue les cuisines française et californienne, puis des bars gastronomiques Burger à Las Vegas dans le Nevada en 2004, à San Francisco, et Saint-Louis, où il devient célèbre avec sa création de hamburger gastronomique le plus cher du monde à base de bœuf de Kobe, de foie gras et de truffe râpée à 5000 dollars. En 2004 il fonde un second Fleur de Lys au Mandalay Bay Resort and Casino de Las Vegas, suivi de nombreux autres établissements culinaires célèbres et réputés aux États-Unis... 
Il est l'auteur de l'ouvrage La cuisine de Hubert Keller, et co-auteur de Mangez plus, pesez moins avec le docteur Dean Ornish, et est invité par le président des États-Unis Bill Clinton à former le personnel culinaire de la Maison-Blanche de Washington DC, à la cuisine saine sophistiquée.
Hubert Keller est une personnalité médiatique de la télévision aux États-Unis, ou il apparaît régulièrement dans de nombreuses émissions populaires dont celles de Rachael Ray, Good Morning America, The Today Show, des chaines thématiques de cuisine, et des séries de téléréalité dont Secrets d'un Chef de PBS et Top Chef Masters... En 1988 Hubert Keller est classé parmi les « 10 meilleurs nouveaux chefs en Amérique » par la revue américaine Food & Wine. Il est élu « Meilleur chef américain en Californie » en 1997, et médaille d'honneur pour l'ensemble de ses création 2003, par la James Beard Foundation. Son restaurant Fleur de Lys de San Francisco obtient une étoile au Guide Michelin en 2006, et classé parmi les 25 meilleurs restaurants des États-Unis par le magazine Food & Wine...